# Sultane (Feige)

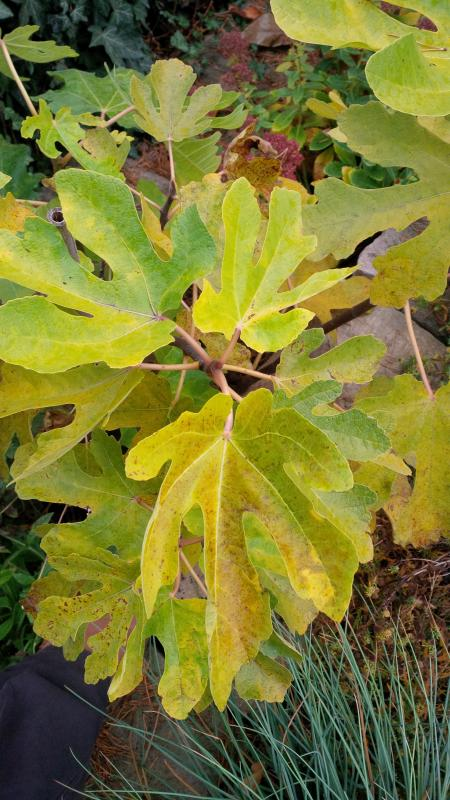
Herbstblätter der Sorte Sultane

Sultane ist eine Feigensorte der Art Ficus carica, die vor allem in der Provence angebaut wird. Sie ist für ihren ausgezeichneten Geschmack und ihre sehr große Winterhärte bekannt ist. Sie ist eine zweimaltragende Hausfeige.

## Synonyme
Der Sortenname hat die Synonyme „Schwarze Julifeige“, „Sultana“, „Grosse de Juillet“, „Dark Sultane“, „Noire de Juillet“ und „Bellone bifère“.

## Baum
Sultane hat einen starken, aufrechten Wuchs und kann in Mitteleuropa eine Höhe von 3 bis 4 m, manchmal auch bis 5 m erreichen und wird ebenso breit. Das Blatt ist meist fünflappig und tief eingeschnitten. Blattstiele und Knospen haben manchmal einen rötlichen Überzug. Bei starkem Rückschnitt können die neuen Triebe eine Länge von bis zu 2 m erreichen.

## Frucht
Die Vorfeigen der Sorte Sultane sind tropfenförmig und dunkelblauviolett bis schwarz. Diese reifen in Mitteleuropa meist erst im August – das Synonym „Julifeige“  bezieht sich auf Südfrankreich – und wiegen meist zwischen 55 und 65 Gramm. Die Herbstfeigen reifen in Mitteleuropa von September bis November, sind eher blau, nicht selten mit einem hellen Überzug, der sogenannten „Beduftung“, und wiegen 35 bis 45 Gramm. Das Fruchtfleisch ist rot. Die Frucht schmeckt süß und hat ein ausgezeichnetes Aroma. Condit bezeichnet die Sorte als sehr ertragreich ("tree very productive"). Im Gegensatz zu vielen Feigensorten, die sehr früh fruchten, das heißt, bei denen Steckhölzer nicht selten in der ersten Vegetationsperiode Feigen tragen, fruchtet Sultane eher spät, oft erst in der dritten Vegetationsperiode oder später.

## Winterhärte
Sultane gilt als gut winterhart und wird erfolgreich in Deutschland im Freiland kultiviert, vor allem in wärmeren Gebieten mit Weinbauklima, in dem auch die Herbstfeigen zum größten Teil ausreifen.